# Замятнин, Павел Иринархович
Павел Иринархович Замятнин (1 [13] марта 1846 — 24 июля [6 августа] 1908, Ярославль) — начальник Уральской горнозаводской железной дороги в 1889—1893 годах, главноуправляющий Нижне-Тагильского горного округа в 1894—1901 годах.

## Биография
Родился 1 марта 1846 года. Происходил из рода, внесенного в 3-ю часть дворянской родословной книги Казанской губернии по определению Казанского дворянского депутатского собрания от 20 марта 1836 года, утвержден указом Герольдии от 21 июня 1841 года. Семья Замятниных владела земельными угодьями в Казанской губернии. Его отец Замятин Иринарх Александрович (род. 1796). В семье было 12 детей: Павел, Анна, Константин, Иринарх, Надежда, Екатерина, Сергей, Александра, Елена, Лариса, Ольга.
Окончил Санкт-Петербургский институт путей сообщения, став инженером путей сообщения с классным чином, в 1869 году. 
Служба в ведомстве министерства путей сообщения в 1869—1873 годах, главный инженер Харьково-Николаевской железной дороги в 1873—1889 годах. В 1889—1893 годах начальник Уральской горнозаводской железной дороги, где отметился строительством церкви и больницы на станции Чусовая, общежитием для Чусовского начального училища. Затем был председателем комиссии по изысканию соединительного пути между Сибирской железной дорогой и Екатеринбургом в 1893—1894 годах, членом комиссии по выбору места для строительства рельсопрокатного завода для нужд Сибирской дороги в 1893 году, являлся автором плана постройки железнодорожной линии Екатеринбург–Челябинск. 
В 1894–1901 годах — главноуправляющий Нижне-Тагильского горного округа. На должности организовал соединение телефонной связью заводов и рудников между собой и с Уральской железной дорогой, запустил электрическое освещение на Нижне-Тагильской механической фабрике, мартеновские печи в Нижне-Тагильском и Верхне-Салдинском заводах. Являлся членом Совета съезда уральских горнопромышленников. В 1897—1901 годах — директор Нижнетагильского горнозаводского училища, в котором преподавал горное дело.
Затем начальник строительства железной дороги Петербург–Вятка (Волжско-Вятская железная дорога) с 1901 года, позднее начальник строительства Северной железной дороги. 
Павел Иринархович скончался 24 июля 1908 года в Ярославле. Похоронен на Арском кладбище в Казани, 2 пешеходная аллея. Большой гранитный крест. В этом же захоронении его жена и сын.

## Награды
За свои достижения был неоднократно отмечен:
- 1896 — статский советник;
- 1898 — орден Святой Анны II степени;
- 1903 — действительный статский советник.